# 김소운
김소운(金素雲, 1907년 1월 5일~1981년 11월 2일)은 대한민국의 시인이며 수필가, 번역문학가였다.
본명은 김교중(金敎重)이고 을유 광복 이후 23년이 지난 1968년 김소운(金素雲)으로 개명하였으며, 호는 삼오당(三誤堂), 소운(巢雲)이다.
본관은 김해(金海)이고 경상남도 부산 출생이다.

## 학력
- 경상남도 부산 옥성보통학교 중퇴(1919년)
- 일본 도쿄 가이세이 중학교 중퇴(1921년)

## 가족 관계
- 아내: 김한림
- 아들: 김인범
- 딸: 김영
- 딸: 김윤

## 생애
부산 출신으로 13세에 일본에 건너갔다. 일본인 시인 기타하라 하쿠슈(일본어: 北原白秋) 문하에서 시를 공부한 뒤 일본 시단에서 활동을 시작했다. 이후 한국의 민요와 동요, 시를 일본에 번역 소개했고, 수필도 활발히 창작했다.
작품으로는 서간체 장편 수필로 일본에서도 반향을 일으킨 《목근통신》(1952), 수필집 《삼오당잡필》(1955) 등이 있고, 물질적으로 가난하지만 정신적으로는 행복한 부부 세 쌍의 일화를 소개한 수필 〈가난한 날의 행복〉이 잘 알려져 있다.
일본 체류 중 제1공화국 정부를 비판했다는 이유로 이승만에 의해 입국이 거부되어 1965년에야 영구 귀국했다. 1968년에 김소운으로 개명한 이후 1980년에 문단에서 전격적으로 은퇴했다. 1981년 하세.
2002년 발표된 친일 문학인 42인 명단과 2005년 민족문제연구소가 정리한 친일인명사전 발간을 위해 발표한 예비명단에 포함되었다. 2002년까지 발견된 친일 저작물 수는 1943년 《매일신보》에 발표한 〈야마모토 원수의 국장일〉 등 3편이다.
김소운의 친일 혐의에 대해서는, 친일 작품 발표 시기가 강압적인 분위기가 조성된 일제강점기 말기에 몰려있고 편수도 적은 점, 평생에 걸친 주요 관심사가 한국 문학의 번역 소개였고 일본에 한국의 문화를 알리는 데 일조한 공으로 1980년 은관 문화훈장을 받았다는 점, 보통학교 재학 중 밀항으로 도일한 김소운에게는 일본이 문학적인 고향이었다는 점 등 여러 요소로 인해 유가족의 부당하다는 항변이 있었다. 2008년 발표된 민족문제연구소의 친일인명사전 수록예정자 명단에서는 제외되었다.
부인 김한림은 민주화실천가족운동협의회의 전신인 구가협 창설을 주도했고, 딸 김윤은 민청학련 사건으로 복역한 농민운동가이다. 큰딸 김영의 딸은 일본 가수 사와 도모에.

## 참고 자료
- 대산문화재단, 탄생 100주년 문학인 기념문화제 개최 (2007년 5월)
- 《쿠키》 (2007.5.13) 같은 시대 살았지만 문학의 길 달랐다

### 참조주
1. ↑  김재용 (2002년 8월). “친일문학 작품목록”. 《실천문학》 (67호): 123~148쪽. 2007년 9월 28일에 원본 문서에서 보존된 문서. 2007년 9월 17일에 확인함.
2. ↑  《연합뉴스》 (2007.8.29) "母는 민주투사 父는 친일작가?" 보관됨 2007-09-30 - 웨이백 머신
3. ↑  《경향신문》 (2007.8.29) “김소운 친일문인 규정 억울 우리문학 日소개 애썼을뿐”